# Bataille de Tall Afar (2017)
Pour les articles homonymes, voir Bataille de Tall Afar.
Seconde guerre civile irakienne
La bataille de Tall Afar a lieu lors de la Seconde Guerre civile irakienne. Elle débute le 20 août 2017 par une offensive de l'armée irakienne et des Hachd al-Chaabi soutenus par la coalition afin de reprendre la ville de Tall Afar, tenue par l'État islamique depuis juin 2014. Tall Afar est reprise le 27 août, les djihadistes se replient ensuite dans un village, al-Ayadiya (ar), qui est repris à son tour le 31 août.

## Prélude
La ville de Tall Afar est située 70 kilomètres à l'ouest de Mossoul. Elle est prise à l'armée irakienne par les djihadistes de l'État islamique en Irak et au Levant le 23 juin 2014. En 2016, lors de la bataille de Mossoul, l'offensive dans la région de Tall Afar est assignée aux milices chiites des Hachd al-Chaabi,. Le 22 novembre 2016, ces dernières coupent la route de Sinjar à l'ouest et réalisent leur jonction avec les peshmergas stationnés au nord ; la zone de Mossoul et Tall Afar se retrouve encerclée dans une seule et même poche,,. Puis, le 1er mars 2017, les miliciens chiites et la 9e division blindée (en) de l'armée irakienne (en) coupent la route qui relie ces deux villes ; Tall Afar est alors totalement encerclée, tandis que Mossoul retombe aux mains des forces irakiennes (en) en juillet 2017.
Avant sa prise par les djihadistes, la ville de Tall Afar comptait 150 000 à 200 000 habitants, dont une majorité de chiites turkmènes, enclavée dans cette région sunnite,,. Mais par crainte des massacres, la plupart des habitants ont fui,. En août 2017, selon l'armée irakienne, le nombre de civils restant dans la ville se limiterait à 5 000 personnes. La coalition affirme pour sa part que 10 000 à 50 000 habitants sont encore présents à Tall Afar et ses environs.

## Forces en présence
Les djihadistes sont encerclés à Tall Afar : les forces irakiennes (en) et les milices chiites sont déployées au sud, tandis que les peshmergas sont positionnés au nord. L'aéroport (en), situé à six kilomètres au sud-ouest de la ville, est notamment contrôlé par les forces irakiennes depuis le 16 novembre 2016.
L'armée irakienne (en), la police fédérale, les unités de l'Iraqi Special Operations Force » (ISOF) surnommées la « division d'or », et les miliciens des Hachd al-Chaabi sont engagés dans l'assaut,,. L'armée déploie les 9e (en), 15e (en) et 16e divisions, ; au total 40 000 hommes. La police fédérale engage la 6e division de la Force d'intervention rapide. Le commandement des Hachd al-Chaabi affirme pour sa part avoir mobilisé 20 000 hommes ; douze brigades de cette coalition participent à l'offensive — notamment l'Organisation Badr, la Division de combat d'al-Abbas, et les Brigades de l'imam Ali — et parmi ces derniers figurent également un certain nombre de Turkmènes chiites originaires de la ville. Le commandement des opérations militaires à Tall Afar est confié au général Abdelamir Yarallah (en).
La France soutient l'offensive avec la Task force Wagram, constituée de quatre CAESAR et 150 hommes,. Des forces spéciales américaines et belges appuient également les troupes irakiennes, de même que les aviations française, britannique et australienne. Au cours de la bataille, les forces aériennes de la coalition mènent 89 frappes en douze jours.
Le général irakien Najm al-Joubouri estime que la bataille ne devrait pas être la plus acharnée ; selon lui les hommes de l'État islamique sont « exténués et démoralisés » et seraient environ 2 000 retranchés dans Tall Afar,. L'armée américaine donne le même nombre. Des responsables locaux cités par des agences de presse évoquent pour leur part un millier de combattants. Parmi les effectifs de l'État islamique à Tall Afar figurent également une proportion assez importante de combattants turcs.
Les djihadistes ont préparé leur défense en creusant des tranchées autour des 26 quartiers de la ville. Les rues de Tall Afar sont également assez larges pour permettre aux chars et aux véhicules blindés d'y circuler ; à l'exception du quartier de Saraï, le seul comparable à la vieille ville de Mossoul,.

## Déroulement
Le 14 août 2017, l'aviation irakienne commence une campagne de bombardements contre la ville ; elle largue également des tracts à l'adresse des habitants et les autorités annoncent la mise en place d'une station de radio pour les tenir informés des développements. Enfin, dans la nuit du 19 au 20 août 2017, le Premier ministre Haïder al-Abadi annonce le début de la bataille à Tall Afar ; il déclare que les hommes de Daech n'ont « pas d'autre choix que de se rendre ou d'être tués ».
Vulnérables en terrain découvert, les djihadistes se replient rapidement à l'intérieur de la ville et abandonnent les villages environnants sans opposer de fortes résistances. Le soir du 21 août, les forces irakiennes (en) atteignent les faubourgs de Tall Afar : la police fédérale contrôle alors cinq villages et n'est plus qu'à quelques centaines de mètres du quartier d'al-Kifah, à l'ouest de la ville ; les Hachd al-Chaabi atteignent aussi les faubourgs ouest et les unités du contre-terrorisme progressent au sud-ouest en reprenant cinq villages. Le 22 août, l'armée irakienne (en), les unités du contre-terrorisme et les milices chiites entrent dans la ville par le sud et par l'ouest. Les défenses de l'État islamique s'effondrent rapidement,. Quelques heures plus tard, les Hachd al-Chaabi reprennent les quartiers d'al-Kifah, au nord-ouest, et al-Nour, au sud-est. Le 23 août, ils atteignent le quartier d'al-Tanak, dans l'Est, tandis que les unités du contre-terrorisme investissent le quartier adjacent d'al-Sinaai. Le soir du 24 août, l'armée irakienne affirme occuper cinq quartiers au sud et à l'est de la ville, dont ceux d'al-Nour et d'al-Mo'allameen, tandis que le quartier d'al-Wahda, à l'ouest, est également sous leur contrôle ; un quart de la ville est alors aux mains des forces irakiennes. Le 25 août, ces dernières s'emparent encore des quartiers d'al-Nasr, à l'est ; de Saad, à l'ouest ; et d'al-Taliaa, au sud de la citadelle ; elles affirment alors contrôler les trois quarts de la ville. Le 26 août, le centre-ville de Tall Afar est repris : les hommes de la division d'or réoccupent le quartier de Bassatine, ainsi que celui de la citadelle (en), où ils hissent le drapeau irakien. Le même jour, les forces irakiennes reprennent également les quartiers d'al-Salam et d'al-Ourouba, au nord-est ; al-Qadissia, au nord-ouest ; et al-Rabie, à l'ouest. Les combats se poursuivent cependant dans la localité d'al-Ayadiya (ar), au nord, ainsi que dans quelques poches de résistance à l'intérieur de la ville. Le Commandement conjoint des opérations (JOC) affirme alors que les forces irakiennes occupent « 94 % de la ville, soient 27 quartiers sur 29 » ; il déclare également que 1 155 km2 sur 1 655 km2 occupés par les djihadistes autour de la ville ont été repris, soient 70 % de la zone. Le 27 août, l'armée annonce dans un communiqué avoir repris le contrôle total de la ville de Tall Afar.
Les derniers combats se concentrant alors dans le secteur d'al-Ayadiya, une localité à 11 kilomètres au nord de Tall Afar, où environ 700 djihadistes se sont regroupés,,,. Le 30 août, la police fédérale et la Force d'intervention rapide s'emparent du village de Qoubouq, tandis que l'armée irakienne et les Hachd al-Chaabi contrôlent la moitié est d'al-Ayadiya. Cependant dans cette dernière localité, les djihadistes, estimés entre 150 et 200 par la coalition sans compter les membres de leurs familles, opposent cette fois une forte résistance. Le 31 août, al-Ayadiya tombe entièrement aux mains des forces irakiennes ; le Premier ministre Haïder al-Abadi proclame la victoire et affirme que la province de Ninive est désormais entièrement reconquise.

## Les pertes
Au soir du 26 août, l'armée irakienne (en) affirme avoir « éliminé » 250 à 259 djihadistes de l'État islamique lors des combats à l'intérieur de la ville de Tall Afar et dans ses environs,. Selon le chercheur irakien Hicham al-Hachemi, 89 hommes de l'EI — dont 12 russophones et cinq francophones — se seraient rendus aux peshmergas le 27 août, au nord de Tall Afar.
Le 31 août, le brigadier-général Andrew A. Croft (en), commandant en second des forces aériennes de la coalition, affirme que sur les 1 000 à 1 400 djihadistes présents à Tall Afar au début de la bataille, 600 à 700 ont été tués et une centaine se sont rendus. Le même jour, le lieutenant-général Stephen J. Townsend, chef des forces de la coalition, déclare que les pertes de l'État islamique sont estimées à environ 1 000 ou 1 200 morts, dont 500 à 700 tués à l'intérieur de la ville et 300 à 500 dans les villages environnants, tandis que les peshmergas ont estimé avoir abattu 130 à 170 djihadistes qui essayaient de fuir vers le nord.
Les peshmergas et la police fédérale irakienne affirment pour leur part à la date du 2 septembre avoir fait 300 prisonniers parmi les hommes de l'EI, dont des Turcs, des habitants d'Asie centrale et des Irakiens.
Selon le major-général Abdelamir Yarallah (en), les pertes des forces irakiennes à Tall Afar ont été de 115 morts et 679 blesssés et celles de l'État islamique de 2 000 hommes, dont 50 kamikazes.
En juillet 2024, une fosse commune est découverte par l'armée irakienne à Tal Afar, contenant les corps de 137 victimes de l'État islamique.

### Reportages photographiques
- Charles Thiefaine, « En photos : La reprise de Tal Afar des mains de l'EI », sur Vice, 4 septembre 2017 (consulté le 11 mars 2020).